# Йоханна Гессенская
Принцесса Йоханна Марина Элеонора (нем. Johanna Marina Eleonore von Hessen und bei Rhein, 20 сентября 1936 — 14 июня 1939) — принцесса Гессенская и Рейнская, единственная дочь наследного принца Гессенского Георга Донатуса и принцессы Сесилии Греческой и Датской (сестры герцога Эдинбургского).

## Биография
Йоханна — дочь наследного принца Гессенского Георга Донатуса и его супруги принцессы Греческой и Датской Сесилии. Родилась 20 сентября 1936 года в Дармштадте. По отцу внучка последнего Великого герцога Гессенского Эрнста Людвига и его второй жены принцессы Элеоноры Сольмс-Гогенсольмс-Лихской, по матери — принца Андрея Греческого и Датского, сына короля Греции Георга I и великой княгини Ольги Константиновны, и принцессы Алисы Баттенбергской, племянницы российской императрицы Александры Фёдоровны.
Принцессе было четырнадцать месяцев, когда её отец, мать, двое братьев и бабка Элеонора погибли в авиакатастрофе, когда они летели на свадьбу к дяде Йоханны принцу Людвигу 16 ноября 1937 года.
После смерти родителей девочку усыновил её дядя Людвиг и его супруга, которые не имели детей. Девочка умерла всего через девятнадцать месяцев после смерти родителей от менингита 14 июня 1939 года в госпитале Алисы, названном в честь её прабабки — Алисы Великобританской. Ей не было и 3-х лет. Похоронена рядом с родителями и братьями в мавзолее Розенхёэ.

Людвиг и Маргарет вместе с приёмной дочерью Йоханной, 1938 год

### «Семейное проклятие»
Некоторые исследователи и биографы Гессенской семьи убеждены в том, что причиной многих смертей в герцогском доме было семейное проклятие. Её двоюродные бабки императрица Александра Фёдоровна и великая княгиня Елизавета Фёдоровна погибли в 1918 году от рук большевиков. Прабабка по отцовской линии и прапрабабка по материнской линии Алиса Великобританская умерла от дифтерии вместе с дочерью, принцессой Марией. Гемофилией страдал двоюродный дед принцессы принц Фридрих Гессенский и умер в возрасте 3-х лет после несчастного случая. Её тётка, принцесса Елизавета, умерла в возрасте 8 лет от брюшного тифа, хотя ходили слухи, что она скончалась от яда, якобы приготовленного для царя Николая II. Её родственник лорд Луис Маунтбеттен погиб в возрасте 79 лет от взрыва бомб. Вместе с ним погибли 83-летняя свекровь его дочери баронесса Брэбурн и их 14-летний внук Николас Нэтчбулл. Правнучка лорда Маунтбеттена Леонора Нэтчбулл умерла в возрасте 5 лет от опухоли почки в 1991 году.